# Glen de Vries
 Glen de Vries (29 de junio de 1972 - Nueva Jersey, Estados Unidos, 11 de noviembre del 2021), fue un empresario estadounidense, dedicado a las inversiones e investigaciones en proyectos en tecnología médica.

## Biografía
Fue cofundador de la empresa Medidata Solutions, una de las principales plataformas de investigación clínica del mundo, que ha sido usada en más de 25.000 ensayos clínicos en los que han participado más de siete millones de pacientes.
Además fue un gran aficionado al vuelo y a las exploraciones espaciales en las que fue un partícipe activo.
Participó en el vuelo del pasado 13 de octubre del 2021 en el cual estaba el actor canadiense William Shatner y con otros empresarios como Audrey Powers y Chris Boshuizen, en el cual le convirtió en la persona de mayor edad en hacer el viaje espacial en tan corto tiempo.

## Fallecimiento
Falleció en la tarde del 11 de noviembre del 2021, cuando la aeronave en la que viajaba se estrello en el Municipio de Hampton, en Nueva Jersey.